# Pleißa
Pleißa ist ein Ortsteil der Großen Kreisstadt Limbach-Oberfrohna im Landkreis Zwickau in Sachsen. Er wurde am 1. Januar 1999 eingemeindet.

## Geografie

### Geografische Lage
Pleißa liegt südlich des Stadtkerns von Limbach-Oberfrohna am Oberlauf des Pleißenbachs, der in der Nähe des Chemnitzer Schlossteichs in die Chemnitz mündet. Südlich des Orts befindet sich die Bundesautobahn 4.

### Nachbarorte
| Rußdorf   | Limbach                                     |         |
| Meinsdorf | Kompassrose, die auf Nachbargemeinden zeigt | Kändler |
|           | Grüna                                       |         |

## Geschichte

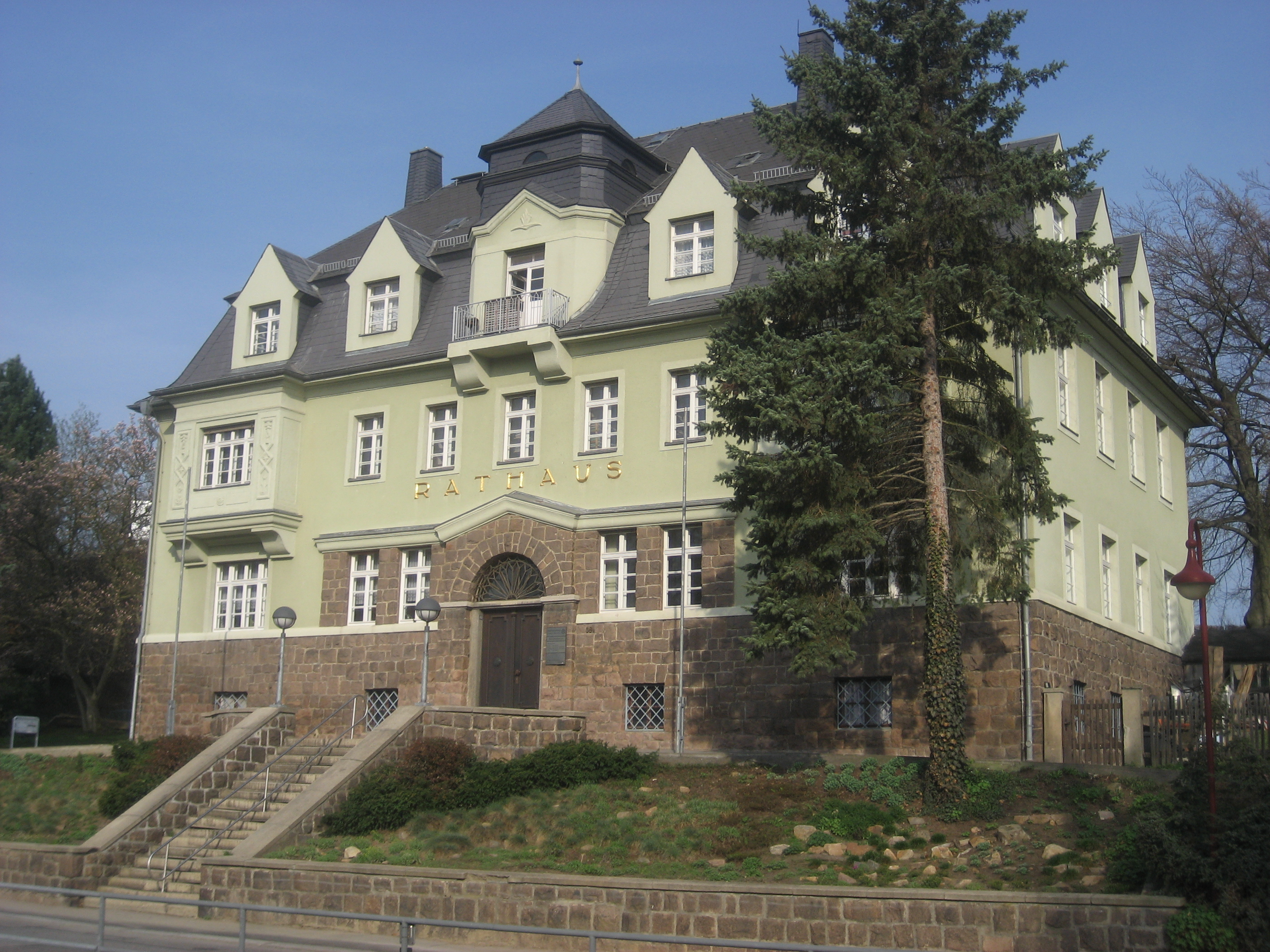
Rathaus Pleißa

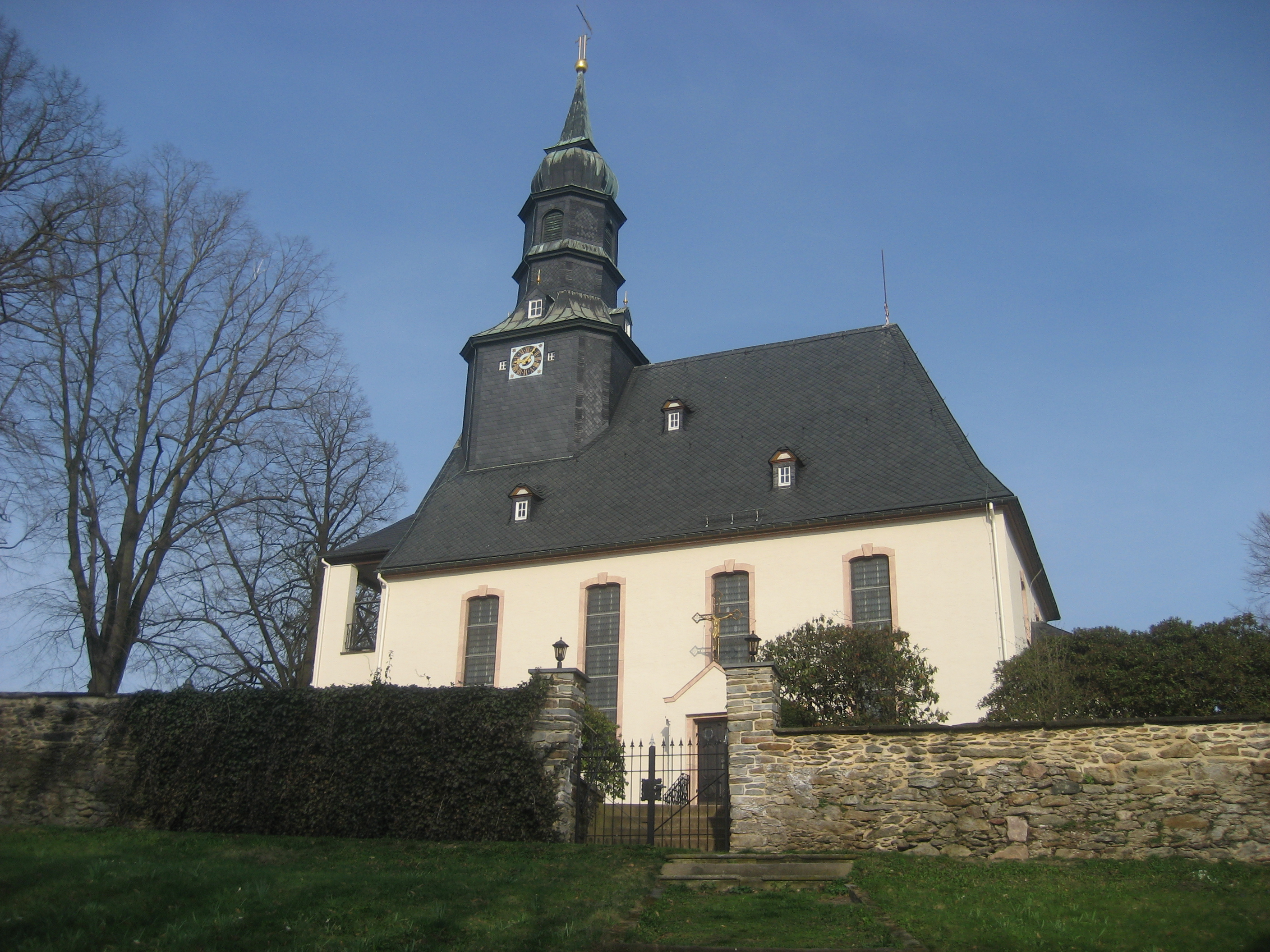
Kirche Pleißa

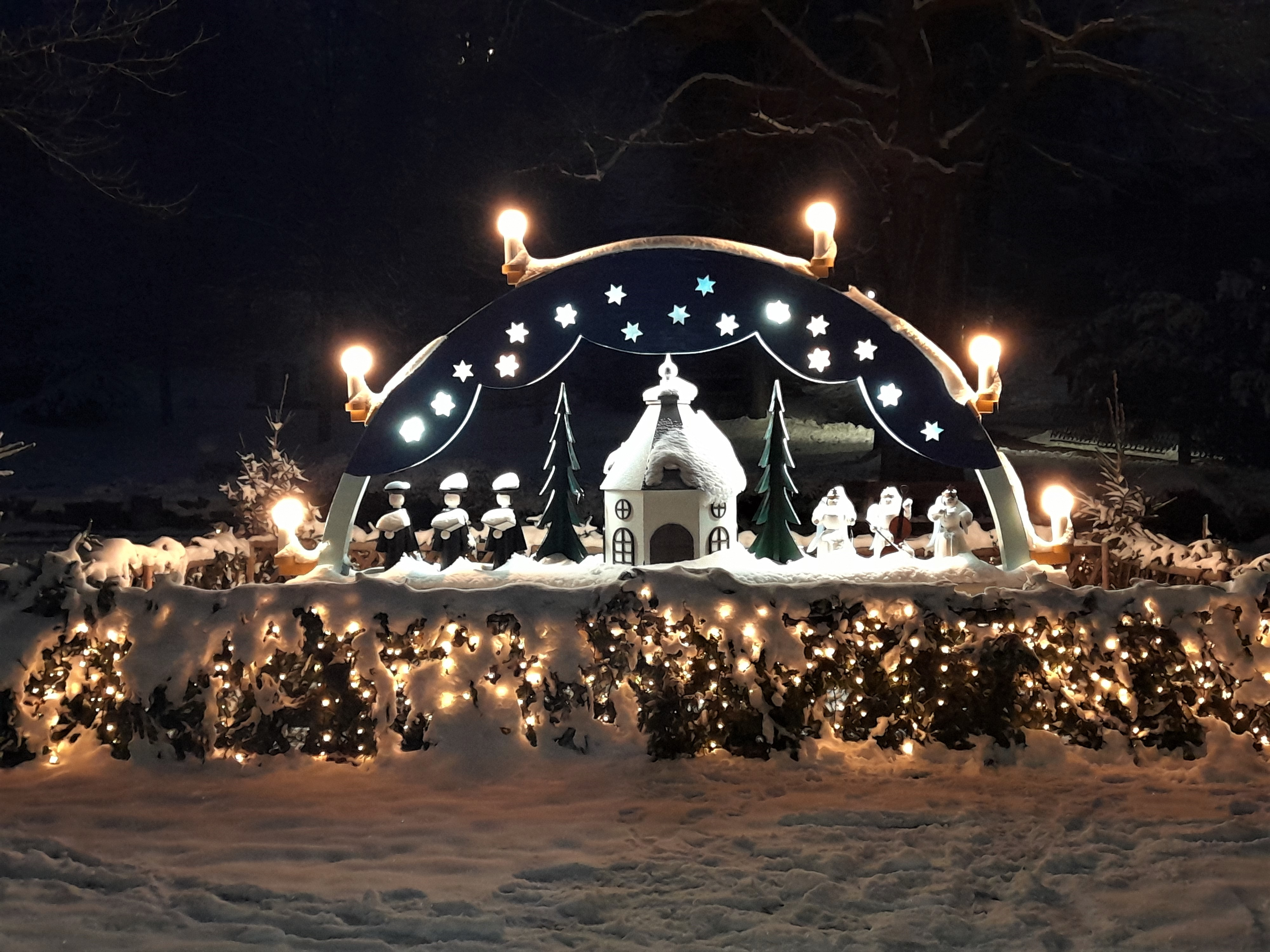
Außenschwibbogen Pleißa im Dunklen

In der Meißener Jurisdiktionsmatrikel wird Steinplissen im Jahre 1346 zum ersten Mal als Kirchdorf genannt. Der Name leitet sich vom Pleißenbach ab, welcher auf der Langenberger Höhe entspringt und in Chemnitz in der Nähe des Schlossteichs in die Chemnitz mündet. Das Wort [Stein-]plissen stammt vom sorbischen plisni zu *plisa ab, was die Bedeutung von ‚Pfütze, Tümpel‘ oder ‚Sumpf‘ hat.
Pleißa gehörte bis 1375 zur reichsunmittelbaren Herrschaft Rabenstein. Danach verkauften ihn die Edlen von Waldenburg an das Benediktinerkloster Chemnitz. Mit der Reformation endete diese Abhängigkeit im Jahre 1540 und Pleißa kam als Amtsdorf zum neu gebildeten wettinischen Amt Chemnitz. Die heutige Kirche wurde 1740 geweiht, ihre Glocken 1923. Das Rathaus stammt aus den Jahren 1925/26. Charakteristisch für das Gebiet war die Landwirtschaft, in deren Gefolge am Dorfbach sieben Mühlen, vor allem Mahl- und Schneidemühlen, erbaut wurden. Heute ist keine dieser Mühlen mehr erhalten. Pleißa gehörte bis 1856 zum kursächsischen bzw. königlich-sächsischen Amt Chemnitz. 1856 kam Pleißa zum Gerichtsamt Limbach und 1875 zur Amtshauptmannschaft Chemnitz.
Durch die zweite Kreisreform in der DDR kam Pleißa im Jahr 1952 zum Kreis Chemnitz-Land im Bezirk Chemnitz (1953 in Kreis Karl-Marx-Stadt-Land und Bezirk Karl-Marx-Stadt umbenannt), der ab 1990 als sächsischer Landkreis Chemnitz fortgeführt wurde. Bei dessen Auflösung kam der Ort im Jahr 1994 zum Landkreis Chemnitzer Land, der 2008 im Landkreis Zwickau aufging. Am 1. Januar 1999 wurde Pleißa in die Stadt Limbach-Oberfrohna eingemeindet.

## Wirtschaft und Infrastruktur

### Verkehr
Pleißa wird von der A 4 tangiert. Man erreicht den Ort über die Anschlussstellen Wüstenbrand und Limbach-Oberfrohna.

### Ansässige Unternehmen
Im Jahr 1998 vereinigte die Autobus GmbH Sachsen ihre Niederlassungen Hohenstein-Ernstthal und Limbach-Oberfrohna zur Niederlassung Pleißa (heute Niederlassung Limbach-Oberfrohna). In den Gewerbegebieten West und Süd sind etliche Firmenniederlassungen angesiedelt, so unter anderem die Deutsche Post AG und der Zustelldienst GLS – General Logistics Systems.

## Persönlichkeiten
- Roland Weißpflog (* 1942), ehemaliger deutscher Nordischer Kombinierer
- Peter Schettler (1944–2021), Maler, Zeichner und Grafiker
- Falko Weißpflog (* 1954), ehemaliger deutscher Skispringer
- Tobias Bilz (* 1964), sächsischer Landesbischof